# Kevin sam w domu
Kevin sam w domu (ang. Home Alone) – amerykańska komedia familijna z 1990 w reżyserii Chrisa Columbusa. Pierwszy film z serii Sam w domu.

## Fabuła
Wielodzietna rodzina McCallisterów planuje wyjazd na święta Bożego Narodzenia do Paryża. W dzień wyjazdu okazuje się, że zaspali, w związku z czym w pośpiechu i zamieszaniu odjeżdżają na lotnisko przypadkowo pozostawiając w domu ośmioletniego Kevina. Pozostawiony bez opieki chłopiec początkowo cieszy się urokami samodzielności, jednak musi zmierzyć się z planującymi okraść dom włamywaczami – Harrym i Marvem. Kevin postanawia bronić posiadłości za pomocą wymyślnych pułapek zastawianych na przestępców.
Akcja filmu dzieje się od wieczora 21 grudnia do poranka 25 grudnia, głównie w domu rodziny McCallisterów w Chicago, ale również w innych częściach tego miasta oraz na lotniskach i w hotelu w Paryżu, na lotniskach w Dallas i Scranton oraz w ciężarówce jadącej ze Scranton do Chicago.

## Produkcja
Początkowo film miał powstać w wytwórni Warner Bros., a jego budżet ustalono na 14 mln dolarów amerykańskich. Jednak projekt przejęła 20th Century Fox i zwiększyła budżet do kwoty 17 mln dol.
Większość scen nakręcono w Chicago i jego okolicach. Pozostałe, jak np. te z Paryża, to filmowe triki: ujęcia na lotnisku Paryż – Orly sfilmowano w porcie lotniczym Chicago-O’Hare, a scena, w której Kevin brnie przez zalaną piwnicę, próbując przechytrzyć włamywaczy, została nagrana na basenie szkoły New Trier High School. Scenografię wnętrza samolotu, którym McCallisterowie lecą do Paryża, ulokowano za to na szkolnym boisku do koszykówki.
Wiele scen nakręcono w dwupiętrowym, jednorodzinnym domu mieszczącym się przy 671 Lincoln Avenue w miejscowości Winnetka, leżącej na przedmieściach Chicago. W filmie pojawia się kuchnia wraz z głównymi schodami, piwnica oraz większa część pierwszego piętra, ale już jadalnia i wszystkie pomieszczenia na parterze (poza kuchnią) zostały zbudowane jako scenografia filmowa. Także znajdujący się na przydomowym podwórku domek na drzewie powstał specjalnie na potrzeby filmu, a po zakończeniu zdjęć został rozebrany. Sam budynek powstał w 1921 i miał pięć sypialni, strych, podwójny wolnostojący garaż i szklarnię.
W scenie, w której Harry gryzie Kevina, grający włamywacza Joe Pesci naprawdę ugryzł Macaulaya Culkina, zostawiając na jego palcu bliznę.
Kaskaderem, który zastępował Macaulaya Culkina w niebezpiecznych scenach, był 30-letni Larry Nicholas.
Na kilka miesięcy przed premierą filmu wydano książkę dla dzieci bazującą na filmie. Zawierała ona kilka rozdziałów i scen, które sfilmowano, ale nie umieszczono ich w ostatecznej wersji filmu. Jedną z nich jest scena, w której Marv podaje się za policjanta. Ma to miejsce zaraz po przylocie rodziny Kevina z wakacji w Paryżu. Również z książki wiadomo, jakie nazwiska noszą włamywacze.
W maju 2011 filmowy dom został wystawiony na sprzedaż za 2,4 mln dol. W marcu 2012 nabywca zakupił go za 1,585 mln dol.

## Odbiór filmu

### Na świecie
| AllMovie | [ 6 ] |

W pierwszy weekend film zarobił 17 mln dol. i stał się tak popularny, że wyświetlano go w kinach jeszcze długo po okresie świątecznym. Przez 12 tygodni utrzymywał się na pierwszym miejscu amerykańskiego box office’u, a przez kolejnych 10 tygodni plasował się w pierwszej dziesiątce. Film zarobił łącznie ponad 477 mln dol. na całym świecie, z czego w samych Stanach Zjednoczonych przyniósł zysk w wysokości 285 mln dol. dolarów, stając się najbardziej kasowym filmem roku w Ameryce Północnej. Znalazł się także w Księdze rekordów Guinnessa jako najbardziej dochodowa komedia wszech czasów.
Film, mimo dużej popularności wśród widzów, został przyjęty z mieszanymi ocenami przez krytyków. Internetowy serwis Rotten Tomatoes, opierając się na 41 recenzjach ze średnią ocen 5.2/10, przyznał mu 54%, czyli „zgniły”. Z kolei Metacritic, który stosuje standardową skalę ocen, po przejrzeniu 100 recenzji oszacował jego wynik na 63, ze wskazaniem na „ogólnie sprzyjające”.
Roger Ebert z Chicago Sun-Times przyznał filmowi dwie i pół gwiazdki z czterech, uznając, że ośmiolatek potrafiłby wymyślić tak skomplikowane pułapki tylko, jeśli miałby do dyspozycji dziesiątki tysięcy dolarów, a fabuła jest tak nieprawdopodobna, że trudno było mu przejmować się stanem radzącego sobie z praktycznie każdym problemem Kevina. Pochwalił jednak grę aktorską Macaulaya Culkina i wymyślne pułapki. Recenzentka New York Timesa, Caryn James, skarżyła się na to, że pierwsza połowa filmu jest „monotonna i przewidywalna”, w przeciwieństwie do drugiej, którą pochwaliła za prawdziwie komediowy humor. Z uznaniem odniosła się również do rozmowy Kevina z panem Marleyem, jak również końcowych scen filmu. Magazyn Variety zwrócił uwagę na trafny dobór obsady, a Jeanne Cooper z The Washington Post na komediowe podejście.
W 2023 roku został wprowadzony do Narodowego Rejestru Filmowego Stanów Zjednoczonych jako film „znaczący kulturowo, historycznie bądź estetycznie”.

### W Polsce
Film stał się fenomenem i częścią świątecznej tradycji w Polsce. Do polskich kin trafił 22 maja 1992. Film w polskiej telewizji zadebiutował na antenie TVP1 w Boże Narodzenie 1995 o godzinie 20:10. Następnie trzy razy, 26 grudnia 1997 oraz 24 i 25 grudnia 1999, był emitowany w TVN.
Popularność filmowi przyniosła coroczna (z wyjątkiem 2002, gdy w zamian 1 stycznia 2003 wyemitowano część trzecią filmu) jego emisja w telewizji Polsat rozpoczęta 29 grudnia 2000. Na antenie Polsatu w latach 2000–2001 i 2003–2013 film był emitowany naprzemiennie, zarówno w okresie świątecznym (po raz pierwszy 24 grudnia 2003) lub w okresie go poprzedzającym (wtedy w święta emitowany był sequel filmu lub oba filmy pojawiały się na antenie Polsatu w okresie przedświątecznym) albo poświątecznym, jednak nie później niż przed Sylwestrem. W 2010 stacja nie uwzględniła filmu w świątecznej ramówce, co spotkało się z protestem ponad 90 tysięcy osób na Facebooku. Polsat pod naporem opinii społecznej wyemitował film w Boże Narodzenie (25 grudnia) o godzinie 20:00 i dodatkowo w Drugi Dzień Świąt o godzinie 12:45. Od 2014 (wyjątkiem był rok 2017 kiedy pokazano sequel ) komedia pokazywana jest na antenie Polsatu zawsze w Wigilię Bożego Narodzenia około godziny 20:00.
W Wigilię 2018 film zanotował największą oglądalność z wynikiem 4,51 mln widzów.

## Postacie
- Rodzina McCallisterów

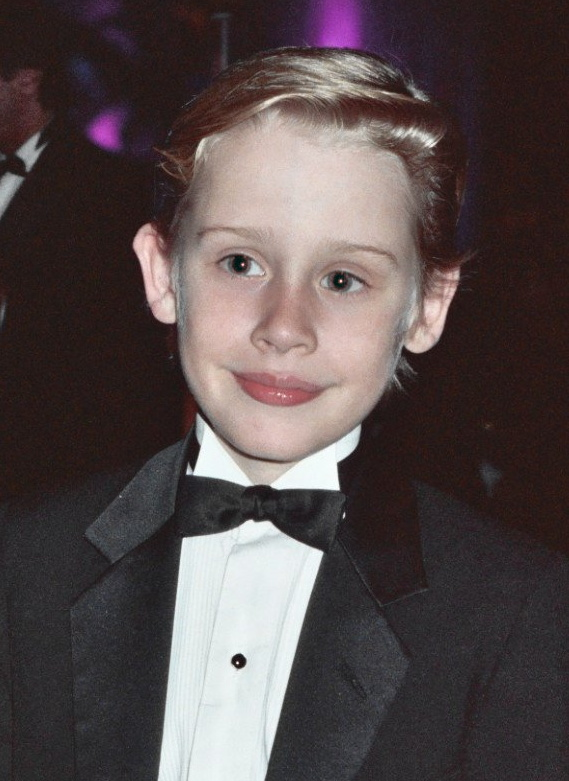
Macaulay Culkin, odtwórca roli Kevina McCallistera

  - Kevin McCallister – ośmiolatek zirytowany ciągłym strofowaniem przez rodziców i starsze rodzeństwo. Marzy o tym by wszyscy jego bliscy zostawili go samego. Gdy jego marzenie się spełnia początkowo jest zachwycony zaistniałą sytuacją, jednak z czasem odczuwa tęsknotę za rodziną. Cechuje się sprytem i pomysłowością dzięki czemu skutecznie broni domu przed włamywaczami, zastawiając na nich pułapki.
  - Kate i Peter McCallisterowie – rodzice Kevina.
  - Buzz McCallister – starszy brat Kevina, z którym darzą się szczególną antypatią. Hoduje ptasznika i interesuje się sportem.
  - Megan, Jeff i Linnie McCallisterowie – pozostałe rodzeństwo Kevina.
  - Frank McCallister – stryj Kevina, brat Petera. Mieszka w Ohio z żoną Leslie, ale pracuje we Francji. Cechuje się skąpstwem i nie należy do ludzi szczególnie uczciwych.
  - Rod, Heather, Fuller, Sandra, Tracy i Brooke McCallisterowie – kuzyni Kevina.

- Włamywacze
  - Harry Lime – na początku filmu podszywa się pod policjanta, aby zinfiltrować dom McCallisterów i zdobyć informacje o tym jak długo będzie opuszczony. Ma wstawiony charakterystyczny złoty implant zęba.
  - Marv Merchants – nierozgarnięty kompan Harry'ego. W okradzionych domach odkręca krany z wodą, uznając to za swoją „wizytówkę”. Cierpi na akrofobię.

- Inni
  - Marley – starszy mężczyzna mieszkający w pobliżu domu McCallisterów. Swoją aparycją wzbudza wśród okolicznych dzieci strach i jest ofiarą wielu krzywdzących plotek. W Kevinie początkowo wzbudza przerażenie, jednak jego nastawienie zmienia się, gdy poznają się lepiej podczas rozmowy w kościele. Na koniec filmu Marley ratuje Kevina z rąk włamywaczy.
  - Gus Polinski – lider zespołu muzycznego Kenosha Kickers, grającego polkę. W latach 70. sprzedał 623 egzemplarze swoich piosenek. Wraz z jego zespołem Kate McCallister podróżuje ciężarówką ze Scranton do Chicago do pozostawionego w domu Kevina.

## Obsada
- Macaulay Culkin – Kevin McCallister
- Joe Pesci – Harry Lime
- Daniel Stern – Marv Merchants
- Roberts Blossom – Marley
- Catherine O’Hara – Kate McCallister
- John Heard – Peter McCallister
- Gerry Bamman – Frank McCallister
- Terrie Snell – Leslie McCallister
- Devin Ratray – Buzz McCallister
- Hillary Wolf – Megan McCallister
- Michael C. Maronna – Jeff McCallister
- Angela Goethals – Linnie McCallister
- Jedidiah Cohen – Rod McCallister
- Kristin Minter – Heather McCallister
- Kieran Culkin – Fuller McCallister
- Daiana Campeanu – Sondra McCallister
- Senta Moses – Tracy McCallister
- Anna Slotky – Brook McCallister
- John Candy – Gus Polinski
- Larry Hankin – policjant Balzak
- Jeffrey Wiseman – Mitch Murphy
- Virginia Smith – Georgette
- Matt Doherty – Steffan
- Ralph Foody – gangster Johnny
- Michael Guido – gangster Snakes
- Ray Toler – wujek Rob
- Billie Bird – kobieta na lotnisku
- Bill Erwin – mężczyzna na lotnisku
- Peter Siragusa – Lineman
- Alan Wilder – sprzedający bilety na lotnisku
- Hope Davis – sprzedająca bilety na lotnisku
- Dan Charles Zukoski – dostawca pizzy

## Ścieżka dźwiękowa
Ścieżka dźwiękowa z filmu została wydana w 1990 roku przez Sony Music Entertainment i zawierała 19 utworów skomponowanych przez Johna Williamsa i piosenek świątecznych użytych w filmie.
1. „Home Alone Main Titles” (4:53)
2. „Holiday Flight” (0:59)
3. „The House” (2:27)
4. „Run Rudolph Run” (2:37)
5. „Star of Bethlehem (Orchestral Version)” (2:51)
6. „Man of the House” (4:33)
7. „White Christmas” (2:40)
8. „Scammed by a Kindergartner” (3:55)
9. „Please Come Home for Christmas” (Southside Johnny) (2:41)
10. „Rockin’ Around the Christmas Tree” (2:02)
11. „Follow That Kid!” (2:03)
12. „Making the Plane” (0:52)
13. „O Holy Night” (2:48)
14. „Carol of the Bells” (1:25)
15. „Star of Bethlehem” (2:59)
16. „Setting the Trap” (2:16)
17. „Somewhere in My Memory” (1:04)
18. „The Attack on the House” (6:53)
19. „Mom Returns and Finale” (4:19)
20. „Have Yourself a Merry Little Christmas” (Mel Tormé) (3:05)
21. „We Wish You a Merry Christmas / End Title” (4:15)

## Oskarżenie o plagiat
Twórców filmu oskarżono o plagiat względem horroru René Manzora Wizyta Świętego Mikołaja (3615 code Père Noël, 1989), który – mimo brutalniejszej formy – ma analogiczną fabułę: chłopiec pozostawiony w wielkim domu na święta broni się przed włamywaczem za pomocą wymyślnych pułapek. Sprawa została skierowana do sądu, jednak zakończyła się przegraną Manzora.